# Grand escalier de la Maison-Blanche
Pour les articles homonymes, voir Grand escalier.

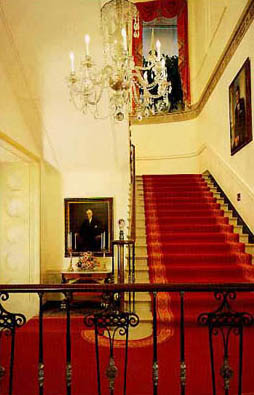
Le Grand escalier, vu depuis le Cross Hall sous l'administration Clinton.

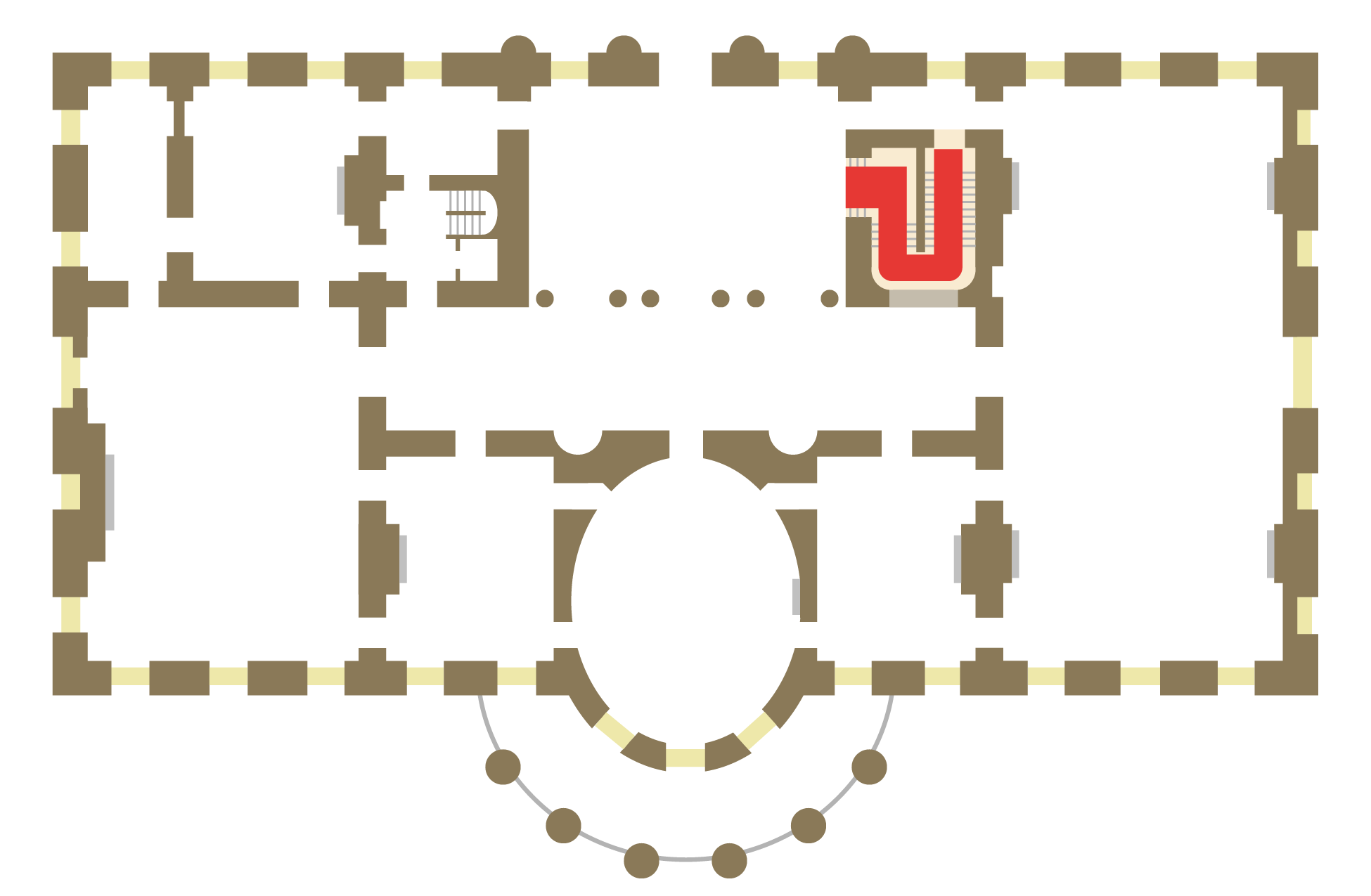
Situation du Grand escalier sur le plan du premier étage de la résidence exécutive.

Le Grand escalier (Grand Staircase) permet au sein de la Maison-Blanche d'accéder du rez-de-chaussée (State Floor, l'« étage d'État ») au premier étage de la Résidence exécutive (Executive Residence, le bâtiment central et historique de la Maison Blanche). Situé à proximité du hall d'entrée (Entrance Hall) par lequel on a accès, il fut édifié en 1952 lors de la reconstruction intérieure de la Maison Blanche sous la présidence Truman, remplaçant un escalier de forme différente.

## Escalier de Hoban et Latrobe
Lors de la construction de la Maison Blanche sur les plans de James Hoban, l'escalier principal se trouvait alors à l'extrémité ouest du Cross Hall occupant la partie nord de l'actuelle salle à manger d'État (State Dining Room). Il s'agissait d'un escalier droit en T descendant d'est en ouest.
En 1803, celui-ci fut remplacé sous le mandat de Thomas Jefferson, par un ouvrage en demi-tour avec palier conçu par Benjamin Henry Latrobe.

## Nouveau Grand Escalier de McKim
En 1902, le président Theodore Roosevelt engagea les services de l'architecte Charles Follen McKim du cabinet McKim, Mead and White, pour reconfigurer la Maison Blanche. Mckim supprima l'escalier de Hoban et Latrobe, afin d'agrandir de façon significative la Salle à manger d'État, et plaça un nouvel ouvrage à son emplacement actuel à l'extrémité nord-est du Cross Hall par lequel on accédait par une porte voutée située en face du Green Room, laquelle était normalement fermée (sauf lors des cérémonies d'État) par une grille en fer forgée. Il s'agissait là aussi d'ouvrage en demi-tour avec palier, construit en marbre.

## Escalier Delano et Winslow
La reconstruction de Truman, permit de modifier une dernière fois la configuration du Grand escalier. L'architecte en chef du projet William Adams Delano chargea son confrère Lorenzo Simmons Winslow de se pencher sur la question. Ce dernier proposa alors en janvier 1949, plusieurs propositions à Truman, dont l'une fut approuvée.
L'option retenue fit déboucher le Grand escalier sur le hall d'entrée par un large accès, tout en gardant l'essentiel de la disposition initiale de l'ouvrage de McKim. Pour cela, celui-ci fut raccourci dans sa partie basse par l'ajout d'un palier demi-tour supplémentaire. Grâce à l'ancienne porte d'accès qui ne fut pas supprimée, mais transformée en balcon, ce palier permet désormais d'avoir une vue sur le Cross Hall situé ainsi en contrebas. Le nouvel accès à la cage d'escalier, situé sur le côté  est du hall d'entrée, se trouve en léger dénivelé par rapport à celui-ci, obligeant de gravir deux marches situées en saillie par rapport au mur de refend ouest (même configuration que l'escalier précédent).  
Après avoir franchi l'accès, encadré de deux candélabres, on trouve sur la droite une console en acajou doré ornée de cariatides attribuée à l'ébéniste New-Yorkais Charles-Honoré Lannuier. Les murs sont ornés quelques-uns des portraits peints  officiels des présidents des États-Unis du XXe siècle et de leurs épouses (on trouve également des portraits présidentiels dans le Cross Hall et dans le hall d'entrée). L'éclairage de la cage d'escalier est assuré par un lustre de cristal anglais du XIXe siècle. Le sol est recouvert d'un tapis rouge installé lors de la restauration Kennedy, identique à celui du Cross Hall et est dû au décorateur d’intérieur Stéphane Boudin. 
En janvier 1985, du fait du grand froid extérieur, le président Reagan prêta serment pour son second mandat sur le premier palier devant les officiels rassemblés dans le hall d'entrée.  